# 砂義出雲
砂義 出雲（すなぎ いずも、1984年（昭和59年）6月13日 - ）は、日本のライトノベル作家神奈川県出身・在住。

## 略歴
2011年（平成23年）に『寄生彼女スバク』で第5回小学館ライトノベル大賞優秀賞を受賞。同年、受賞作を改題・改稿した『寄生彼女サナ』でガガガ文庫（小学館）よりデビュー。
同人サークル「フロウタリウム」を主宰している。

## 作品リスト
長編
- 寄生彼女サナ（イラスト：瑠奈璃亜、小学館、ガガガ文庫、全5巻）
- 天網炎上カグツチ（イラスト：Artumph、小学館、ガガガ文庫、全3巻）
  - 天網炎上カグツチ 2014年8月19日 ISBN 978-4-09-451505-3
  - 天網炎上カグツチ2 2014年12月18日 ISBN 978-4-09-451526-8
  - 天網炎上カグツチ3 2015年4月17日 ISBN 978-4-09-451548-0
- クロハルメイカーズ（イラスト：冬馬来彩、小学館、ガガガ文庫、全3巻）
  - クロハルメイカーズ 恋と黒歴史と青春の作り方 2018年3月20日 ISBN 978-4-09-451723-1
  - クロハルメイカーズ2 最初のファンとラブコメと友情の作り方 2018年8月17日 ISBN 978-4-09-451747-7
  - クロハルメイカーズ3 踏み出す勇気と消えない思い出の作り方 2019年2月19日 ISBN 978-4-09-451773-6
- ポイントつくなら恋してもいいですか？（イラスト：みつどうえ、KADOKAWA、MF文庫J）2019年10月25日 ISBN 978-4-04-064123-2
- 株では勝てる俺も、カワイイ女子高生には勝てない。（イラスト：えーる、KADOKAWA、MF文庫J）
  1. 2021年4月24日 ISBN 978-4-04-680327-6
  2. 2021年9月25日 ISBN 978-4-04-680697-0
- 隣の部屋のダ天使に、隠しごとは通じない。（イラスト：かるかるめ、KADOKAWA、MF文庫J）2024年1月25日 ISBN 978-4-04-683235-1

短編
- 生存、無理です☆ 闇川さんは地雷系のふりをしている。（KADOKAWA、『第3回MF文庫J evo』参加短編、2024年8月23日[2]）